# Ogyrididae
Ogyrides
Famille
Genre
Les Ogyrididae sont une famille de crevettes (crustacés décapodes) de la super-famille des Alpheoidea. Elle ne contient qu'un seul genre, Ogyrides.

## Liste des genres et espèces
Selon World Register of Marine Species (11 mars 2017) :
- genre Ogyrides Stebbing, 1914
  - Ogyrides alphaerostris (Kingsley, 1880)
  - Ogyrides delli Yaldwyn, 1971
  - Ogyrides hayi Williams, 1981
  - Ogyrides mjoebergi (Balss, 1921)
  - Ogyrides orientalis (Stimpson, 1860)
  - Ogyrides rarispina Holthuis, 1951
  - Ogyrides saldanhae Barnard, 1947
  - Ogyrides sibogae de Man, 1910
  - Ogyrides striaticauda Kemp, 1915
  - Ogyrides tarazonai Wicksten & Méndez G., 1988
  - Ogyrides wickstenae Ayón-Parente & Salgado-Barragán, 2013